# Acianthera hirsutula
Acianthera hirsutula är en orkidéart som först beskrevs av William Fawcett och Alfred Barton Rendle, och fick sitt nu gällande namn av Alec M. Pridgeon och Mark W. Chase. Acianthera hirsutula ingår i släktet Acianthera och familjen orkidéer.
Artens utbredningsområde är Jamaica. Inga underarter finns listade i Catalogue of Life.